# Sándor Bródy

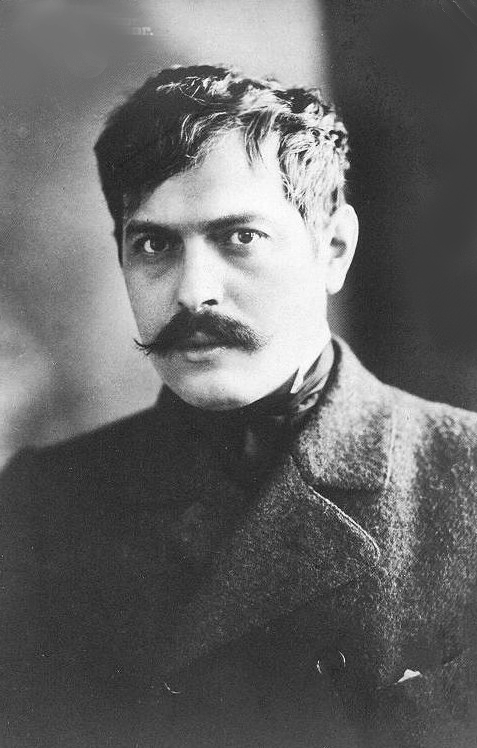
Sándor Bródy

Sándor Bródy (ur. 23 lipca 1863 w Egerze, zm. 12 sierpnia 1924 w Budapeszcie) – węgierski pisarz i dziennikarz.

## Życiorys
Bródy pochodził z żydowskiej rodziny. Po ukończeniu edukacji rozpoczął pracę jako dziennikarz w Siedmiogrodzie, gdzie w latach 1888-1890 był redaktorem gazety Erdélyi Hiradó (Wiadomości Siedmiogrodzkie). Potem przybył do Budapesztu, gdzie pracował w znanej gazecie Magyar Hírlap. Wcześniejsze sukcesy literackie zachęciły go do zostania pisarzem.

## Dorobek literacki
- Doktor Faust, powieść 1888/90
- A kétlelkü asszony, powieść 1893
- Hófehérke, dramat 1894
- Az ezüst kecske, powieść 1898
- A nap lovagja, powieść 1902
- A dada, dramat 1901
- A tanítónő, dramat 1908
- A medikus, dramat 1911
- Timár Liza, dramat 1914
- Fehér könyv, 1914
- A szerelem élettana, 1922